# 火失海牙
火失海牙（?—?），元朝大臣，元成宗时中书左丞。
大德八年（1300年）担任中书省左丞，后来改任仪凤大使。大德十一年（1307年），元成宗驾崩，元武宗即位，遥授火失海牙为平章政事，担任玉宸乐院使。